# Gurk (fiume)
Il Gurk è un fiume della Carinzia, affluente della Drava. Nasce nelle Alpi della Gurktal e percorre la Gurktal.

## Percorso
Il fiume prende forma da due laghetti alpini: il Gurksee (1.970 m) ed il Torersee (2.010 m). Percorre andando verso est la Gurktal. A Straßburg il fiume cambia direzione ed andando verso sud si getta nella Drava tra Klagenfurt e Völkermarkt.